# Sialang Pasung
Sialang Pasung is een bestuurslaag in het regentschap Kepulauan Meranti van de provincie Riau, Indonesië. Sialang Pasung telt 2049 inwoners (volkstelling 2010).